# 自由浮動式槍管

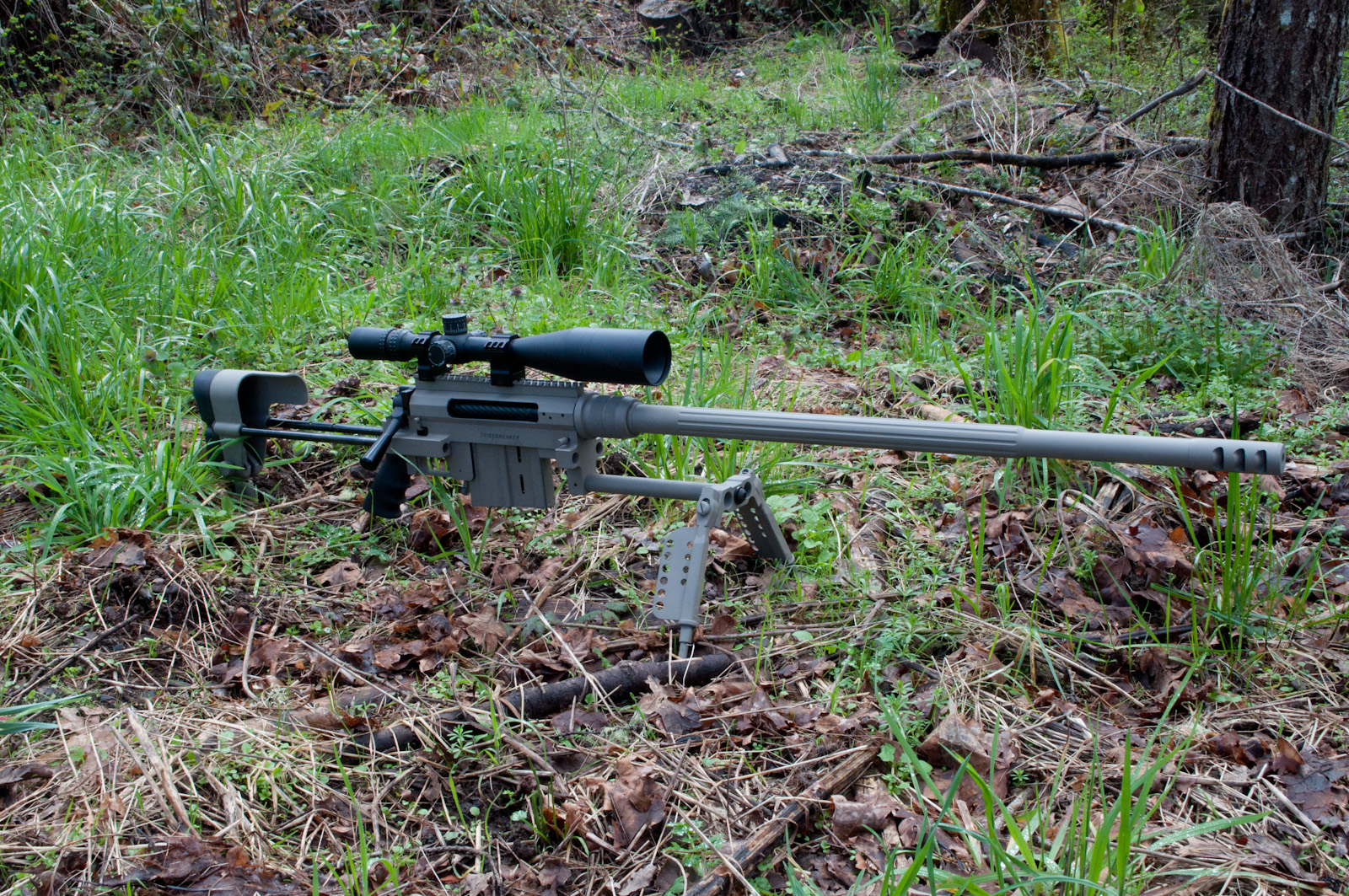
一把Thor XM408狙擊步槍，可清楚說明自由浮動式槍管只與機匣接觸。

自由浮動式槍管（英語：Free-floating barrel）是高精度步槍（尤其是现代竞赛步槍與狙擊步槍）所使用的特殊設計技術，以增加武器的精确度。

## 概述
在传统的步槍设计中，槍管會與槍托（的／或護木）出現接觸的情況，甚至充當槍上其他零部件的支架。如果槍托是由木材所製造，由於使用者的手持位置變化、握住護木壓力的不同以及環境條件或是操作使用，會使槍托偏移其對準為直線的方式，並因而可能導致槍管隨時間的推移而稍微的改變其對齊方式，以及改變彈丸的飛行軌跡和落點。槍管與槍托之間的接觸也會干擾槍管的固有振動頻率，其會在某些情況以下，對精度有著不利影響。槍托的干擾會導致與槍托接觸的槍管被強迫振動，取決於射擊時經由槍托所產生的不同外力（應力），還會出現因彈丸向槍膛以下傳遞而導致每次射擊之間槍管產生的振動（甩動）並不一致的現象，讓精度變差。彈丸通過槍管途中的微振動作用會導致彈丸離開槍膛的時候的彈道軌跡之間的差異，從而改變子彈彈著點。
而自由浮動式槍管則是將槍械設計為其槍管和槍托（的／或護木）在沿著槍管的長度以上的任何一點都不會出現接觸。雖然槍管與其機匣一端緊鎖連接，而機匣也與槍托連接，但是槍管卻是在“自由地浮動”着；也就是說，槍管與槍械其他部件（與槍托的／或護木及其他零附件，包括兩腳架、槍背帶，甚至是使用者的手）並不接觸（步槍的瞄準具及槍口裝置除外）。這樣將槍管對齊為直線的方式因受到機械壓力的可能性而畸變的方差減至最低，並且可讓槍管振動因自然頻率而產生，以便增加射擊精度。有時候可能會在護木以內加上鋁製的一段襯套或是一根襯管，襯套與槍管之間沒有接觸，護木跟襯套之間的接觸亦不會影響槍管。不管裝上襯管與否，槍管與護木或襯管間的距離通常為可讓一紙張於其間自由活動的程度，既不可過大也不可過小。
一些半自動狙擊步槍（如HK G28）、甚至自动步枪（如HK M27 IAR）亦被宣稱使用了自由浮動式槍管，但它倆仍然需要在槍管上設有導氣活塞等自動運作系統。因此事實上它倆的槍管並非真正的自由浮動式，“自由浮動中”的卻是前護木。這樣的結構設計雖然排除不了來自導氣管等自動組件的干擾，但最少儘量減少前護木等外部零件對槍管的影響，以提高射擊精度。
其他方法包括使用由复合材料生產的槍托，這樣物料在溫度變化或濕度變化以下的變形機會不大；或是同樣使用木製槍托，但是在接觸面積的位置上使用玻璃钢（即玻璃钢座床）。事實上，槍托（的／或護木）與槍管接觸的設計仍然在很多實用武器上使用著，但是大多數高精度武器的槍管在很大程度上都轉為使用自由浮動式槍管。